# Arizona State Route 377
Die Arizona State Route 377 (kurz AZ 377) ist eine in Nord-Süd-Richtung verlaufende State Route im US-Bundesstaat Arizona.
Die State Route beginnt an der Arizona State Route 277 nahe Heber-Overgaard und endet nahe Holbrook an der Arizona State Route 77. Westlich der Straße passiert sie den Dry Lake. Sie trifft auf keine weiteren Orte oder State Routes. Einige Abschnitte sind auch als Dry Lake Road oder Heber Road bekannt.